# Ein klebriges Abenteuer: Daffy Duck und Schweinchen Dick retten den Planeten
Ein klebriges Abenteuer: Daffy Duck und Schweinchen Dick retten den Planeten (Originaltitel: The Day the Earth Blew Up: A Looney Tunes Movie) ist ein US-amerikanischer Zeichentrickfilm aus dem Jahr 2024, der auf dem Looney-Tunes-Franchise basiert und Daffy Duck und Schweinchen Dick als Duo in den Mittelpunkt rückt. Regie führte Pete Browngardt, während Kevin Costello das Drehbuch schrieb. Der Film wurde von Warner Bros. Animation produziert und wird in den USA von Ketchup Entertainment vertrieben, während Warner Bros. Pictures den Film in vereinzelnden Ländern wie Deutschland, vertreibt. Die Vertriebsrechte für den Film liegen bei GFM Animation.
Die deutsche Premiere war am 1. August 2024 und die englischsprachige Premiere ist am 28. Februar 2025.

## Handlung
Schweinchen Dick und Daffy Duck werden zu unwahrscheinlichen Helden, als sie mit ihren Streichen in der örtlichen Kaugummifabrik eine geheime außerirdische Verschwörung zur Gedankenkontrolle aufdecken. Allen Widrigkeiten zum Trotz sind die beiden entschlossen, ihre Stadt (und die Welt!) zu retten... wenn sie sich dabei nicht gegenseitig in den Wahnsinn treiben.

## Synchronisation
| Rolle                       | Originalsprecher | Deutscher Sprecher   |
| --------------------------- | ---------------- | -------------------- |
| Schweinchen Dick            | Eric Bauza       | Santiago Ziesmer     |
| Daffy Duck                  | Eric Bauza       | Gerald Schaale       |
| Petunia Pig                 | Candi Milo       | Magdalena Höfner     |
| der Alien                   | Peter MacNicol   | Tobias Lelle         |
| Farmer Jim                  | Fred Tatasciore  | Oliver Siebeck       |
| Abteilungsleiter            | Andrew Kishino   | Viktor Neumann       |
| Alien-Schiff-Computerstimme | Kimberly Brooks  | Anne Düe             |
| Bürgermeister               | Wayne Knight     | Marco Kröger         |
| Gary                        | Carlos Alazraqui | Hanns Jörg Krumpholz |
| Geschmacksforscher          | Nick Simotas     | Rainer Fritzsche     |
| Mrs. Grecht                 | Laraine Newman   | Frauke Poolman       |
| Nachrichtensprecher         | Carlos Alazraqui | Armin Schlagwein     |
| Raufbold                    | Peter Browngardt | Alexander Gaida      |
| Wissenschaftler             | Fred Tatasciore  | Peter Flechtner      |

## Produktion
Im September 2021 wurde berichtet, dass bei Warner Bros. Animation ein Film auf Basis von Looney Tunes Cartoons in Entwicklung ist, der sich auf Daffy Duck und Schweinchen Dick konzentriert. Als Drehbuchautor wurde Kevin Costello bekannt gegeben, während Pete Browngardt die Regie führen wird. Pete Browngardt kehrte von Looney Tunes Cartoons als ausführender Produzent und Regisseur zurück.

## Veröffentlichung
Ursprünglich sollte der Film auf HBO Max und im Block „ACME Night“ von Cartoon Network veröffentlicht werden. Am 22. August 2022 wurde jedoch berichtet, dass der Film weder auf HBO Max noch auf Cartoon Network veröffentlicht werden wird, sondern aufgrund Umstrukturierungen bei Warner Bros. Discovery stattdessen bei anderen Streaming-Diensten angeboten würde. Am 20. Juni 2023 wurde bekannt gegeben, dass der Film den neuen Titel Looney Tunes: Bubble Brains erhält, der aber am 26. Oktober 2023 wieder in The Day the Earth Blew Up: A Looney Tunes Movie geändert wurde. Außerdem wurde bekannt gegeben, dass der Film 2024 in die Kinos kommen wird. 
Der Film erschien am 1. August 2024 in den deutschen Kinos.